# Liste d'hommes de l'art routier
Liste d'hommes de l'art routier (cartographe, Ingénieur des ponts et chaussées, etc), classement par siècle d'activité principale

## XVIesiècle
- Gilles Boileau de Bouillon (1510-1563)
- Oronce Fine (1494-1555)
- Martin Waldseemüller (1470-1520)

## XVIIesiècle
- François Andréossy (1633-1688)

## XVIIIesiècle
- Jean-Rodolphe Perronet  (1708-1794)
- Louis-Alexandre de Cessart (1719-1806)
- Pierre-Antoine Demoustier  (1755-1803)
- Thomas Telford (1757-1834)
- John Loudon McAdam (1756-1836)

## XIXesiècle
- Ḁ (1778-1847)
- Claude Louis Marie Henri Navier (1785-1836)
- Louis Vicat (1786-1861)
- Augustin Fresnel (1788-1827)
- François Justin (1796-1860)
- Henry Darcy (1803-1858)
- Léonce Reynaud (1803-1880)
- Paul-Martin Gallocher de Lagalisserie (1805-1871)
- Eugène Belgrand (1810–1878)
- Ernest Goüin (1815-1885)
- Adolphe Alphand (1817-1891)
- Gustave Eiffel (1832-1923)
- Armand Considère (1841-1914)
- Florent Guillain (1844-1915)
- Ferdinand Arnodin (1845-1924)

## XXesiècle
- Paul Séjourné (1851-1939)
- Fulgence Bienvenüe (1852-1936)
- Jean Résal (1854-1919)
- Eugène Freyssinet (1879-1962)
- Othmar Ammann  (1879-1965)
- Albert Caquot (1881-1976)
- Paul Galabru (1892-1988)
- Pierre Ailleret (1900-1996)
- Roger Gaspard (1902-1982)
- Francis Bouygues (1922-1993)
- Jean Muller (1925-2005)
- Bernard Hirsch (1927-1988)
- Louis Ménard (1933-1978)
- Jean Pruniéras (1923-2004)